# Francis Davis Millet

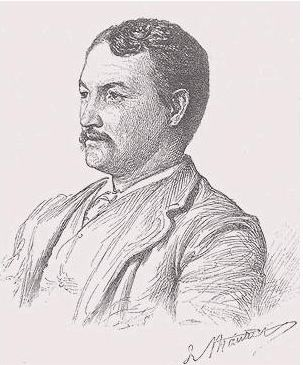
Francis Davis Millet, 1889, door George du Maurier

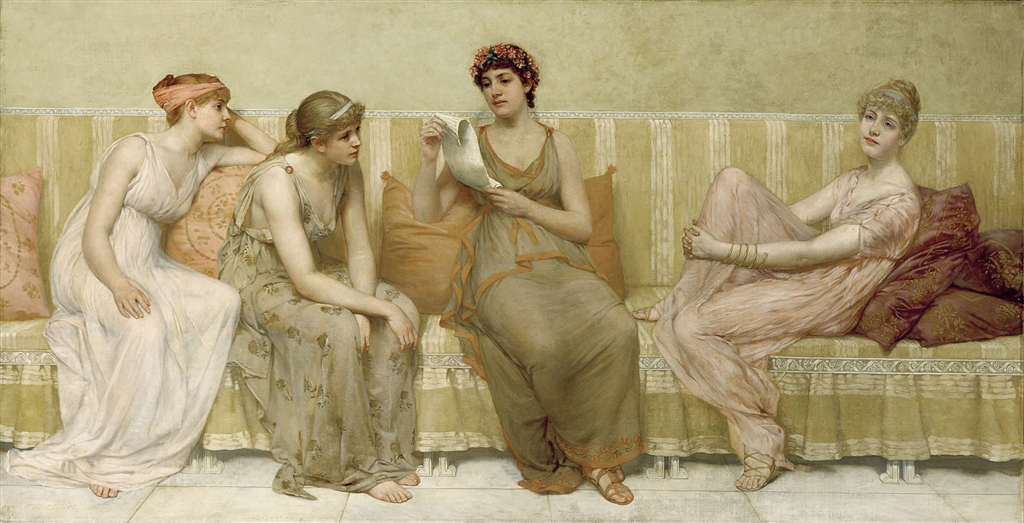
Reading the Story of Oenone

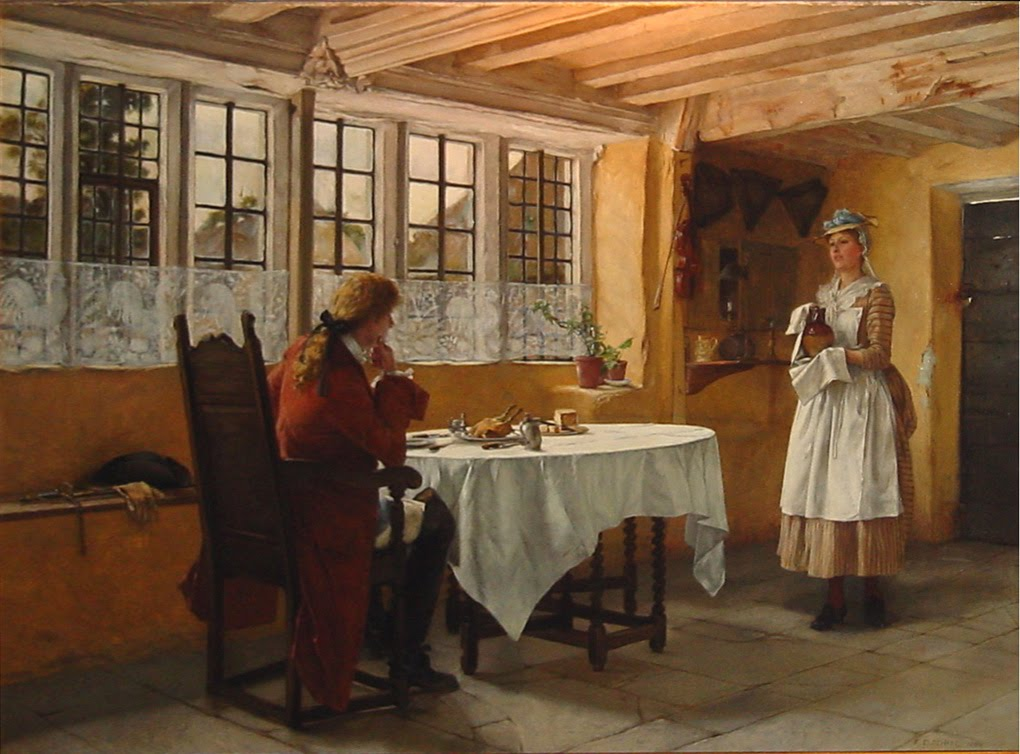
At the Inn

Francis ('Frank') Davis Millet (Mattapoisett, Massachusetts, 3 november 1846 - 15 april 1912, bij de ondergang van de Titanic) was een Amerikaans kunstschilder en schrijver.

## Leven en werk
Millet was de zoon van een chirurg. Hij studeerde kunst en literatuur aan de Harvard-universiteit. Later bezocht hij ook de Koninklijke Academie voor Schone Kunsten van Antwerpen. In de jaren 1870 had hij achtereenvolgens een studio in Rome en Venetië, waar hij onder invloed kwam van het classicisme.
Zijn hele leven zou Millet veelvuldig op en neer blijven reizen tussen Europa en de Verenigde Staten. In 1879 huwde hij Elizabeth Merrill te Parijs. Hij was bevriend met Edwin Austin Abbey en John Singer Sargent, welke laatste zijn dochter Kate meermaals als model gebruikte. Sargent had ook grote invloed op zijn schilderstijl, die zich steeds nadrukkelijker zou ontwikkelen richting een klassiek estheticisme, ook wel ‘Grand Manner’ genaamd. Succes had hij met werken als An Autumn Idyll (1892, nu in het Brooklyn Museum) en Reading the Story of Oenone (1893, nu in het Detroit Institute of Arts).
In 1910 behoorde Millet tot de oprichters van de American Federation of Arts en de National Commission of Fine Arts. Later werd hij directeur van de American Academy in Rome. Naast zijn schilderwerken maakte hij ook muurschilderingen en beeldhouwwerken. Tevens gold hij als een vooraanstaand journalist en schrijver van reisverhalen.
Op de terugreis vanuit Rome naar de Verenigde Staten kwam Millet op 15 april 1912 om bij de ondergang van de Titanic.

## Galerij

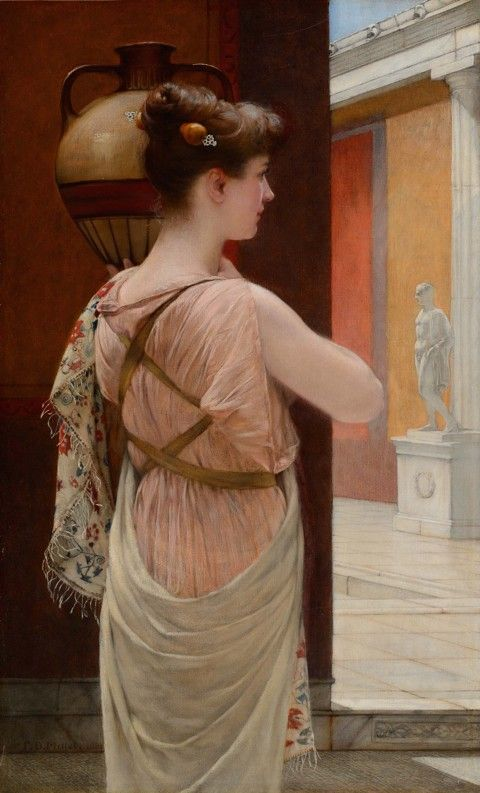
A Handmaiden
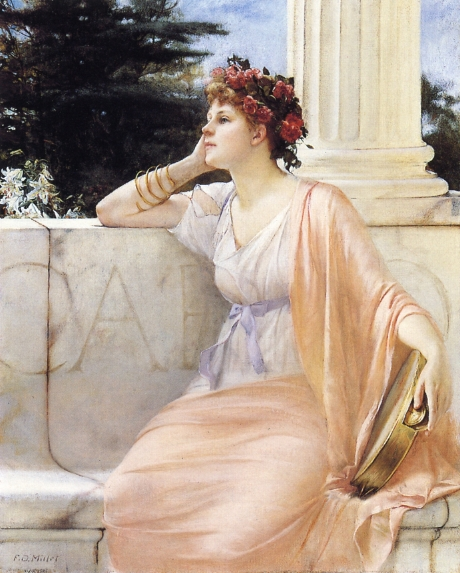
After the Festival
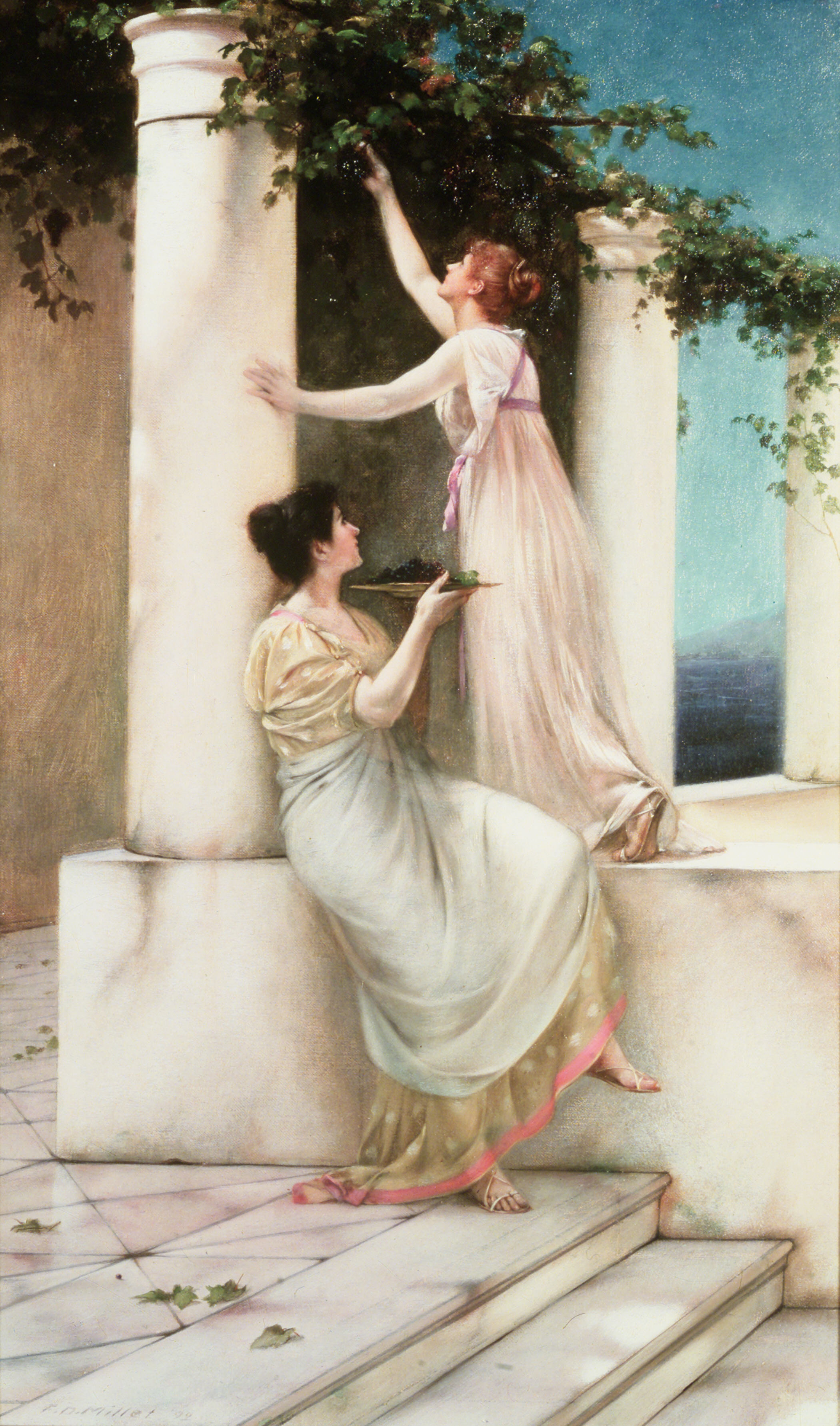
An Autumn Idyll
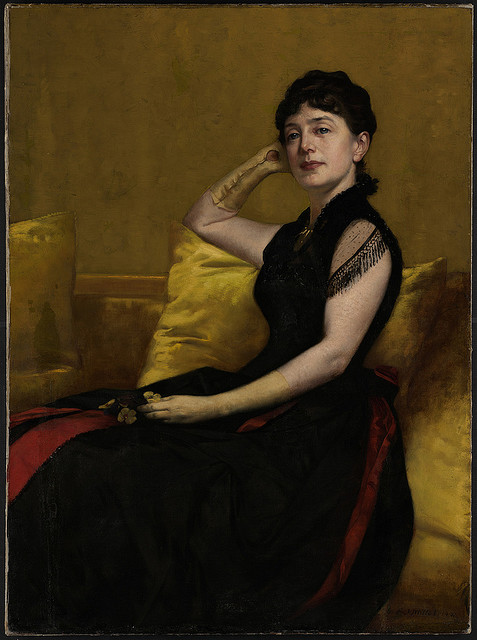
Kate Field